# Gente muerta
Gente Muerta es una novela de ambientación sobrenatural y corte histórico, que podría englobarse en el género de terror. Escrita por Juan González Mesa y editada en papel por Ediciones Acontracorriente, en el año 2013. 

## Argumento
La protagonista, Andrea Landa, está muerta, asesinada por su marido debido a un ataque de celos en 1912, transformada en un espíritu de la venganza, y es ella misma quien cuenta su historia. Su objetivo no es el de descansar en paz, sino todo lo contrario: Andrea Landa debe contarse a sí misma la historia de su existencia para no perderse tras la Niebla que la busca, para no ir al lugar al que pertenecen los muertos, para permanecer más tiempo en el plano de existencia conocido como el Velo, ya que aún le queda una misión que cumplir. 
Su periplo la llevará al Infierno y al mundo del Sueño,  y le hará atravesar la Europa de la Primera Guerra Mundial y la España de la primera mitad del siglo XX, desde 1912, año de su muerte, hasta la década de los sesenta.

## Ambientación e influencias
La obra muestra escenarios de la ambientación creada por J.G. Mesa para ubicar sus otros trabajos dedicados a lo sobrenatural, MundoSolo, como podrían ser las autopublicadas El Exilio de Amún Sar y La Montaña (novela). 
La extensión de dicha ambientación, que no solo abarca varios mundos o planos de existencia, sino una amplia historia de todos ellos, y la generación de los personajes naturales y sobrenaturales, encuentra reminiscencias en las obras de Howard Philips Lovecraft y Neil Gaiman.

## Historia de su edición
El manuscrito original fue escrito unos quince años antes de su publicación. El trabajo de edición mano a mano con Ediciones Acontracorriente duró meses y en la edición digital cuenta con contenido extra, como el relato Tumbas para todos. 
Desde su primera edición cuenta con el apoyo de escritores como Daniel Estorach (Crónicas de un Héroe Urbano) y Carlos Sisí (Trilogía de Los Caminantes,  La hora del mar y Panteón, Premio Minotauro en 2013), que escribieron estas opiniones: 
Daniel Estorach: "Una historia de fantasmas como nunca había leído: imaginativa, sorprendente y adictiva. Quiero más."
Carlos Sisí: "Renovar algo tan manoseado como el género de fantasmas y convertirlo en algo fresco, original e impactante, requiere toneladas de talento. Gente Muerta es el libro sobre el tema que siempre quise leer".

## Expansión al mercado anglosajón
Ha recibido excelentes críticas de la mayoría de los lectores, colegas de profesión o reseñadores que han accedido a la obra. Uno de estos lectores costeó, haciendo la labor de mecenazgo, la traducción al inglés de la novela, que ve la luz en el mercado anglosajón, bajo el título de Dead People, en primavera de 2014. La traducción fue encargada a Kastin Samuel Mattern, nativo estadounidense afincado en España.